# Яковлев, Михаил Иванович (строитель)
Михаил Иванович Яковлев (1893—?) — советский инженер-строитель, лауреат Сталинской премии.

## Биография
Михаил Яковлев родился в 1893 году. В 1918 году окончил Петроградский политехнический институт со званием инженер-строитель. В 1919—1921 годах работал в Главном комитете государственных сооружений, занимал должность заведующего подотделом. В 1922—1925 годах работал во Всесоюзном межсекционном бюро инженеров и техников ВЦСПС. В 1925—1928 годах руководил опытно-наблюдательными станциями Штерстроя и Севкавпромстроя. Позднее работал в ряде производственных и исследовательских организаций. В начале 1950-х — старший инженер Бюро по делам изобретательства ТУ МСПТИ СССР.
По совместительству преподавал в высших строительных учебных заведениях. Доцент. Автор нескольких изобретений.

## Награды
- Сталинская премия третьей степени (1951) — за разработку и внедрение в строительство горячекатанной арматуры периодического профиля для железобетона[2].

## Сочинения
- За советскую интеллигенцию // Первые годы строительства в СССР. — М.: Издательство по литературе и строительству, 1968.